# 효고현 제9구
효고현 제9구(兵庫県 第9区)는 일본의 중의원 선거구이다. 1994년 공직선거법으로 신설되었다.
현재 중의원은 아베 내각에서 내각관방부장관을 역임했고 아베 내각과 스가 내각에서 경제 재생 담당 대신을 역임했던
자유민주당 소속의 니시무라 야스토시이다.

## 지역
- 스모토시
- 미나미아와지시
- 아와지시
- 아카시시